# نوفيل بورجونفال
نوفيل بورجونفال (بالفرنسية: Neuville-Bourjonval)‏ هي بلدية تقع في إقليم باد كاليه من منطقة نور با دو كاليه في شمال فرنسا. تبلغ مساحة هذه المدينة 3.15 (كم²)، وترتفع عن سطح البحر 129 م، يبلغ عدد سكانها 173 نسمة حسب إحصاء المعهد الوطني للإحصاء والدراسات الاقتصادية سنة 2009 م. وترأس Michel Pouillaude البلدية خلال فترة (2008-2014).

## الكثافة السكانية
| السنة | الكثافة السكانية |
| ----- | ---------------- |
| 1962  | 236              |
| 1968  | 262              |
| 1975  | 223              |
| 1982  | 215              |
| 1990  | 191              |
| 1999  | 194              |
| 2006  | 173              |